# Mangifera khoonmengiana
Mangifera khoonmengiana är en sumakväxtart som beskrevs av K.M. Kochummen. Mangifera khoonmengiana ingår i släktet Mangifera och familjen sumakväxter. Inga underarter finns listade i Catalogue of Life.